# 유아이플래닛
유아이플래닛(UI PLANET)은 대한민국의 마케팅 전문 기업이다. SNS광고를 기반으로 다양한 마케팅 사업을 하고 있다. 기업 이름은 당신과(U) 내가(I) 함께 만들어나가는 세상(PLANET)을 의미한다. 인스타그램, 유튜브, 스토리채널 등 인플루언서를 활용한 마케팅이 주를 이룬다.

## 관련 사이트
- 유아이플래닛 홈페이지
- 리뷰마켓 홈페이지